# Demetrio Crisoloras
Demetrio Crisoloras (en griego: Δημήτριος Χρυσολωρᾶς, c. 1350-c. 1416) fue un escritor bizantino que también sirvió a los emperadores. Era pariente del célebre humanista bizantino Manuel Crisoloras (pero no su hermano).

## Biografía
Nacido alrededor de 1350, estuvo primero al servicio del emperador Juan V Paleólogo y en 1385 participó en una embajada, probablemente a la corte del sultán otomano Murad I. En la década de 1390, parece que sirvió en la corte de Juan VII en Selimbria y viajó a Francia, pero no sabemos en qué calidad. Durante el viaje de Manuel II a Occidente, diciembre de 1399 y junio de 1403, estuvo en Constantinopla con Juan VII, en correspondencia con Manuel. Poco después de su regreso, el 28 de julio de 1403 pronunció un discurso de acción de gracias en el primer aniversario de la batalla de Ankara, derrota abrumadora y captura del sultán Bayezid I por Tamerlán. Luego, hasta septiembre de 1408, fue mesazón (primer ministro) de Juan VII en Tesalónica, luego regresó a Constantinopla para servir a Manuel II. El último hecho precisamente destacable de su vida es su participación, como representante del emperador, en el sínodo que procedió a la elección del patriarca José II en abril-mayo de 1416. A diferencia de su pariente Manuel Crisoloras, se opuso a la unión de las iglesias griega y latina.

## Obras
Demetrio Crisoloras fue el autor de una obra llamada las Cien cartas a Manuel II Paleólogo (en griego: Εἰς τὸν αὐτοκράτορα κύριν Μανουὴλ τὸν Παλαιολόγον ἐπιστολαὶ ρ'), en realidad, un solo texto en cien capítulos, escrito entre 1416 y 1422. El argumento es el siguiente: Leontares, dignatario de la corte, acusó a Crisoloras de falta de reverencia hacia el emperador Manuel; por tanto, Crisoloras le escribió para implorar su regreso a la gracia; en medio de los desarrollos académicos, traza el retrato del emperador ideal.
Por otro lado, le debemos varios discursos y disputas teológicas presentadas en forma de diálogos. Entre los discursos, podemos citar un Discurso sinóptico contra los latinos, y los discursos Sobre san Demetrio, Sobre la verdad del milagro de la Madre de Dios, Sobre la Transfiguración del Señor, Sobre la Anunciación, Sobre el entierro de Cristo y Sobre la Dormición de María. Y entre los diálogos, un Diálogo sobre los antirréticos de Demetrio Cidonio contra Nilo Cabasilas, un Diálogo entre Tomás de Aquino, Nilo Cabasilas, Demetrio Cidonio y el autor, y una Disputa filosófica entre Demetrio Crisoloras y Antonio Asculano en presencia de Manuel II Paleólogo.